# (2200) Pasadena
(2200) Pasadena (6090 P-L) – planetoida z pasa głównego asteroid okrążająca Słońce w ciągu 3,73 lat w średniej odległości 2,4 au. Odkryta 24 września 1960 roku.